# Laura Frigo
Laura Frigo est une joueuse italienne de volley-ball née le 26 octobre 1990 à Saronno. Elle mesure 1,85 m et joue au poste de centrale.

## Clubs
| Club                  | Pays   | De        | À         |
| --------------------- | ------ | --------- | --------- |
| Pallavolo Saronno     | Italie | 2004-2005 | 2004-2005 |
| Amatori Orago         | Italie | 2005-2006 | 2007-2008 |
| Pool Volley Carnago   | Italie | 2008-2009 | 2008-2009 |
| Minerva Volley Pavia  | Italie | 2009-2010 | 2010-2011 |
| Asystel Volley        | Italie | 2011-2012 | 2011-2012 |
| River Volley Piacenza | Italie | 2012-2013 | 2012-2013 |
| Chieri Volley         | Italie | jan 2013  | mai 2013  |
| IHF Volley Frosinone  | Italie | 2013-2014 | …         |

## Palmarès
- Championnat d'Europe des moins de 20 ans
  - Vainqueur : 2008